# Kaori Kawanaka
Kaori Kawanaka (en japonés: 川中香緒里, Kawanaka Kaori; Kotoura, 3 de agosto de 1991) es una deportista japonesa que compitió en tiro con arco, en la modalidad de arco recurvo.
Participó en dos Juegos Olímpicos de Verano, obteniendo una medalla de bronce en Londres 2012, en la prueba por equipo (junto con Ren Hayakawa y Miki Kanie), y el octavo lugar en Río de Janeiro 2016, en la misma prueba. Ganó una medalla de oro en el Campeonato Mundial de Tiro con Arco en Sala de 2016, en la prueba por equipo.

## Palmarés internacional
| Juegos Olímpicos           | Juegos Olímpicos      | Juegos Olímpicos  | Juegos Olímpicos |
| Año                        | Lugar                 | Medalla           | Prueba           |
| -------------------------- | --------------------- | ----------------- | ---------------- |
| 2012                       | Londres (Reino Unido) | Medalla de bronce | Equipo           |
| Campeonato Mundial en Sala |                       |                   |                  |
| Año                        | Lugar                 | Medalla           | Prueba           |
| 2016                       | Ankara (Turquía)      | Medalla de oro    | Equipo           |